# Kirche der Versöhnung (Lechenich)

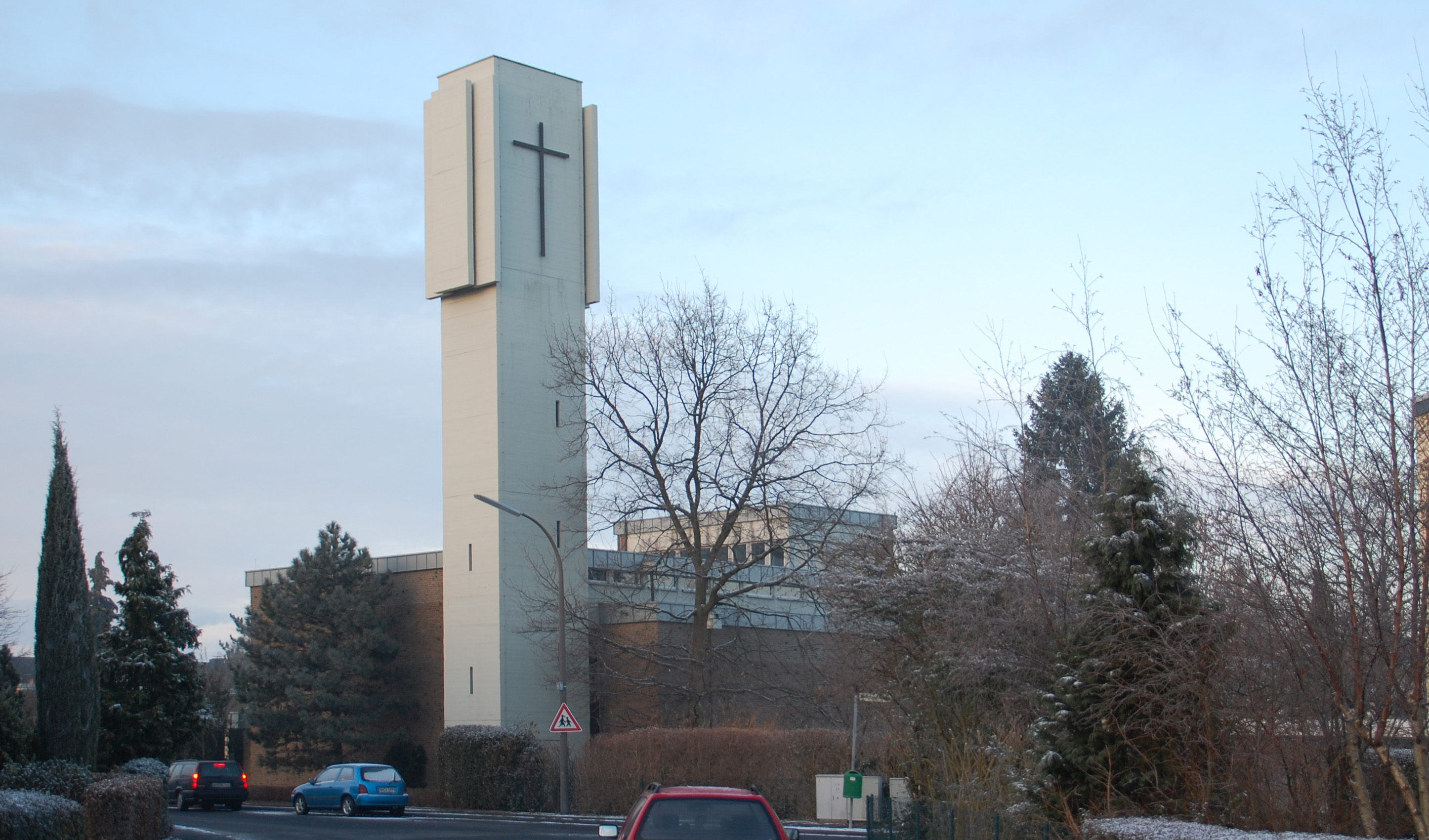
Kirche der Versöhnung in Lechenich

Die Kirche der Versöhnung ist eine evangelische Kirche im Erftstädter Stadtteil Lechenich. Sie wurde gemeinsam mit den angegliederten Gemeindebauten in den Jahren 1965 bis 1966 durch das Architektenpaar Anneliese Vossbeck-Krahwinkel und Ulrich Vossbeck geplant und gebaut.

## Geschichte

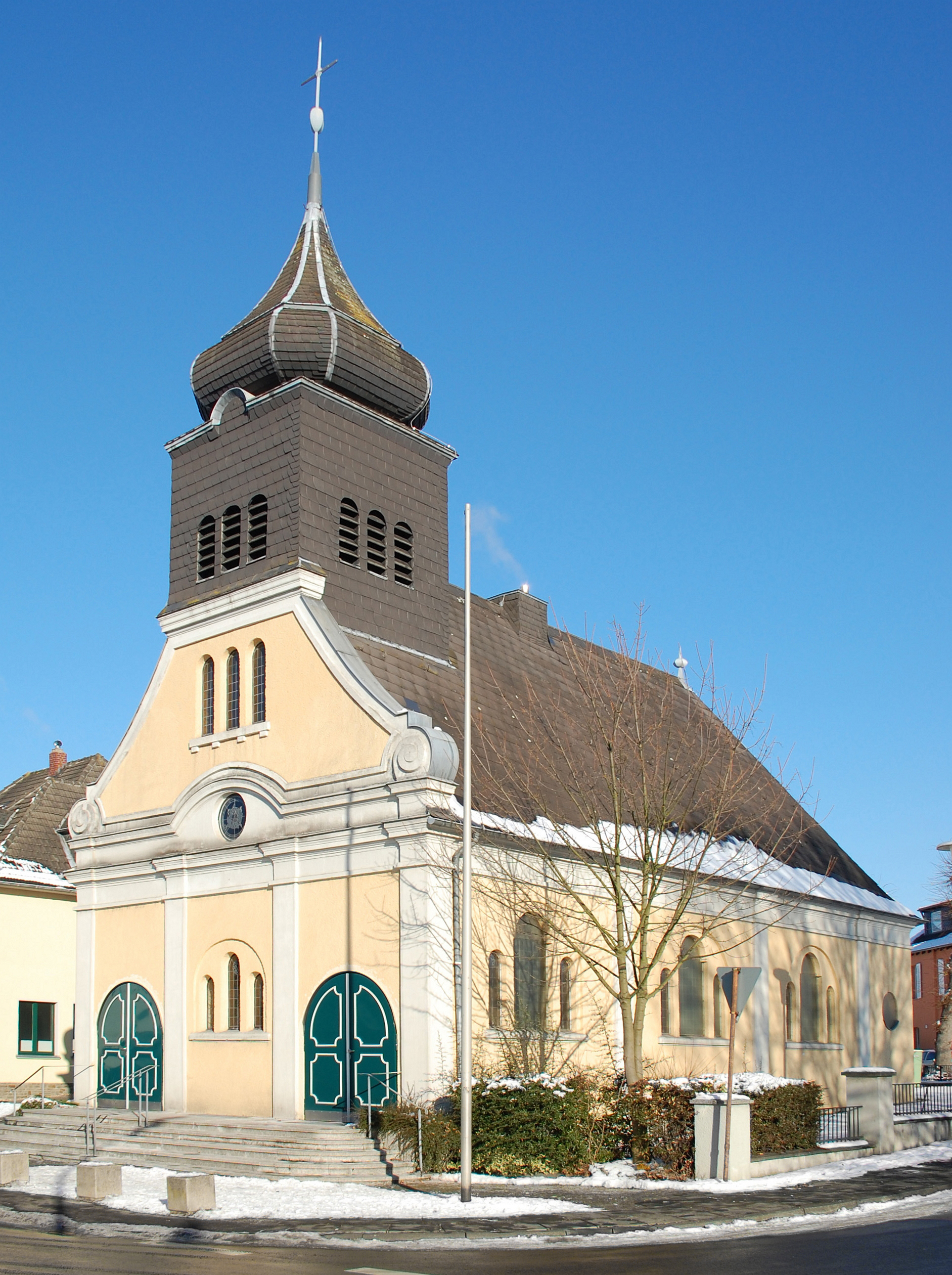
Friedenskirche in Liblar

Die ersten Pläne für die Errichtung einer evangelischen Kirche in Lechenich datieren aus dem Jahr 1958, in dem sich ein Kirchbauverein gründete und Gelder für die zu bauende Kirche sammelte. Zu diesem Zeitpunkt gehörten Lechenich und die umliegenden Ortschaften zur evangelischen Kirchengemeinde in Liblar, die bis heute die 1925/26 erbaute Friedenskirche unterhält. Nach dem Zweiten Weltkrieg stieg die Anzahl der evangelischen Gemeindemitglieder durch starke Zuzüge von Vertriebenen und Flüchtlingen im Rheinland und auch in Erftstadt stark an, sodass die Anzahl die Kapazitäten der Friedenskirche in Liblar überstieg. Im Advent 1946 fand entsprechend erstmals ein evangelischer Gottesdienst in Lechenich im Sitzungssaal des Amtsgerichts Lechenich statt, in den Folgejahren erfolgten Gottesdienste im Wechsel zwischen Oberliblar, Gymnich, Weilerswist und Lechenich. Im Jahr 1960 gehörten zur Gemeinde Liblar 6.000 evangelische Christen, so dass in dem Jahr für Lechenich ein zweiter Pfarrbezirk mit einer Gemeinde von 3.200 Christen eingerichtet wurde. Die Gottesdienste fanden wechselnd in den Schulen von Lechenich, Gymnich und Friesheim statt, ab dem September 1963 stand in Lechenich zudem ein neu erbautes Pfarrhaus zur Verfügung.
Die Planungen für den Kirchenbau und die angegliederten Gemeindebauten durch das Architektenpaar Anneliese Vossbeck-Krahwinkel und Ulrich Vossbeck begannen 1965. Am 18. Dezember 1966 wurden die Gebäude feierlich eingeweiht, die Weihe der durch die Glockengießerei Petit & Gebr. Edelbrock gelieferten Glocken erfolgte bereits am Reformationstag, dem 31. Oktober 1966. 1968 wurde in der Liblarer Kirchengemeindeleitung die Abpfarrung der Lechenicher Gemeinde beschlossen, am 1. Januar 1969 wurde mit Genehmigung der Kirchenleitung die Evangelische Kirchengemeinde Lechenich eine eigenständige Gemeinde. Das weitere Anwachsen der Gemeinde führte 1977 zur Gründung eines zweiten Pfarrbezirks innerhalb der Gemeinde, 1982 wurde in Gymnich ein Gemeindezentrum mit Gottesdienstsaal errichtet, das zur heutigen Emmauskirche ausgebaut wurde. 1983 erfolgte der Bau der dritten Gottesdienststelle der Gemeinde mit dem Gemeindezentrum Friesheim. Die Kirchengemeinde gehört zum Kirchenkreis Köln-Süd der Evangelischen Kirche im Rheinland.

## Architektur

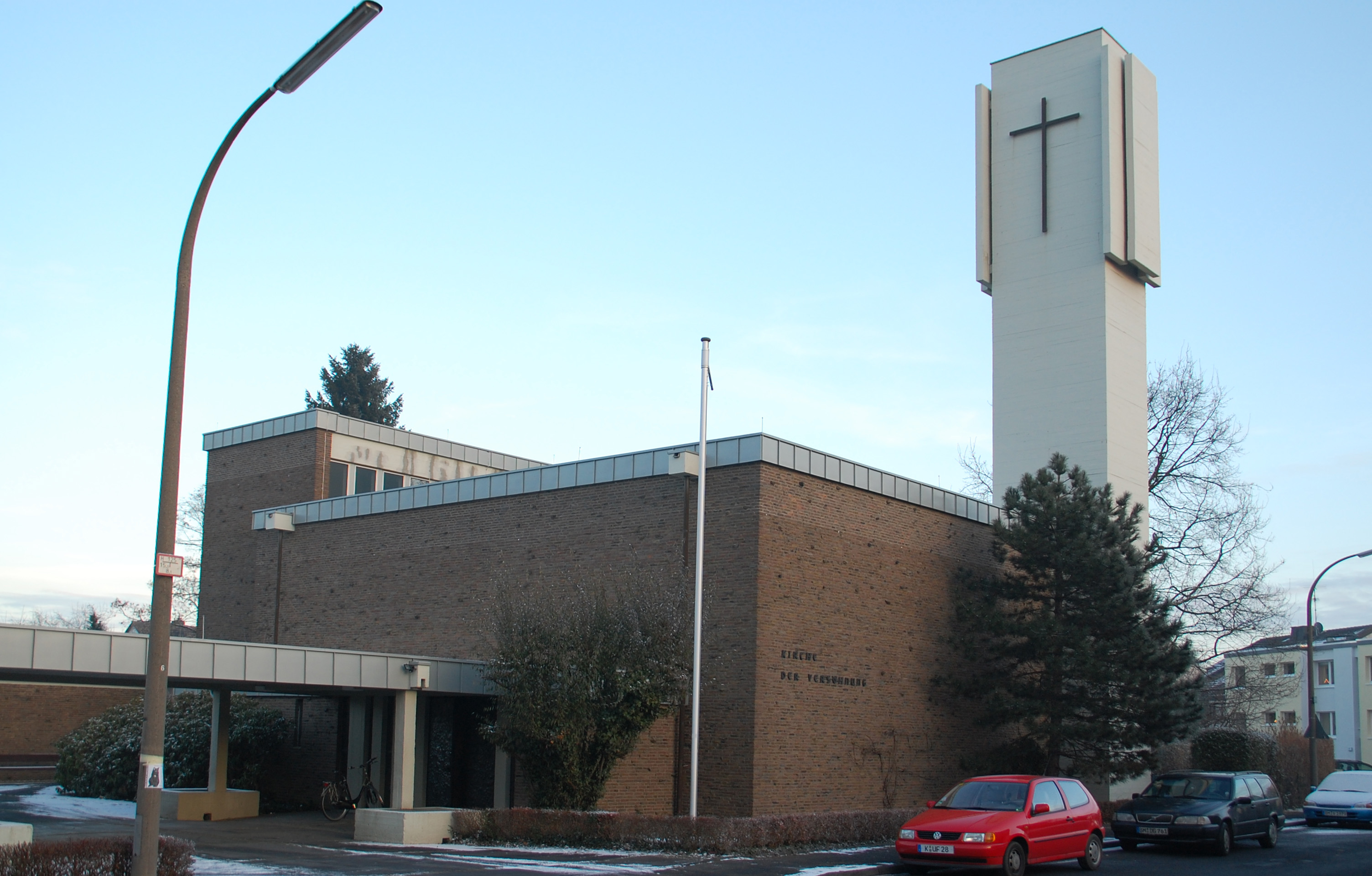
Kirche der Versöhnung in Lechenich

Die Kirche und das Gemeindezentrum bestehen aus mehreren unterschiedlichen großen Einzelbauten, die U-förmig auf dem Grundstück angeordnet sind und so einen kleinen Binnenhof bilden. Sie sind mit rotbraunem Klinker verkleidet und mit Flachdächern ausgestattet. Der aus weißen Betonplatten erbaute Glockenturm flankiert das Ensemble an der Südwestecke des Kirchenbaus an der Straßenseite und überragt es, sodass er als Blickpunkt im Straßengefüge erscheint.
Der Kirchenbau selbst ist aus mehreren weitgehend fensterlosen Baukörpern zusammengefügt und stellt den höchsten Teil des Komplexes (mit Ausnahme des Turms) dar. Das Eingangsportal befindet sich an der Nordseite in einem eigenen Eingangsbau mit einem kleinen Vorraum, dieser führt an der Nordwestecke in den vollständig verklinkerten Gottesdienstraum. Die Südseite besteht aus der Sänger- und Orgeltribüne als eigenem Baukörper mit flankierenden senkrechten Fenstern, die die 1973 von Willi Peter geschaffene Kirchenorgel enthält. Er ist etwas erhöht und gegen den Betsaal durch eine Brüstung abgetrennt. An diese schließt sich der Taufort an, der die gesamte Südostecke einnimmt und ebenfalls einen Baukörper mit einem hohen senkrechten Fensterschlitz darstellt. Der Altarraum befindet sich an der Ostseite der Kirche und überragt als Baukörper in Form eines Raumschachtes den restlichen Kirchenraum. Dabei wird er von einer Fensterfront beleuchtet, die sich oberhalb des Kirchensaals befindet. Weitere senkrechte und vom Kirchenraum durch die einzelnen Baukörper meist verdeckte Fenster befinden sich an den Nahtstellen der Baukörper und dem Hauptgebäude. Auch der Turm ist durch Fensterbrücken integriert.